# Dynen
Dynen (dansk) eller Düne (tysk) er Helgolands eneste naboø. Den flade og ubeboede strandø bliver anvendt som badeø. Desuden findes her Helgolands lufthavn og Helgolands fyrtårn. Øens tyske navn Düne betyder klit. Øens nordfrisiske navn er De halem.
Dynen ligger cirka 1 kilometer øst for hovedøen Helgoland. Havarmen mellem de to øer kaldes Reede. Øen er cirka 1,25 kilometer lang og op til 850 meter bred. Dynen var en del af den danske stat, indtil øen i 1815 sammen med hovedøen Helgoland kom til Storbritannien. I 1890 kom øgruppen til Tyskland.
Omkring 1640 fandtes på øens nordlige del endnu en stor klint (Wittkliff), bestående af muslingekalk og kridt. Klitten blev efterhånden nedbrudt for at udvinde byggemateriale. Desuden bestod frem til stormfloden i 1721 en forbindelse med hovedøen. Øens areal mindskedes derefter mere og mere. I 1935 var arealet smeltet sammen til cirka 10 hektar. Først nazisterne begyndte igen at udvide arealet i hensyn til militæriske formål. Øen har i dag et samlet areal på cirka 40 hektar. 
Dynens sydstrand er i dag en populær badestrand. Østranden er en ren stenstrand, hvor der kan samles vættelys og ammonitter. På nordstranden hviler mange gråsæler og spættede sæler.

## Eksterne links
- Wikimedia Commons har flere filer relateret til Dynen
- Helgoland turistforening Arkiveret 31. juli 2011 hos  Wayback Machine

54°11′5″N 7°54′44″Ø / 54.18472°N 7.91222°Ø